# Manuleopsis
Manuleopsis, monortipski biljni rod iz porodice Scrophulariaceae (strupnikovke), dio je tribusa Limoselleae, potporodica Scrophularioideae. 
Jedina vrsta je M. dinteri, endemski grm iz Namibije.

## Opis
Do 2,5 m visok zimzeleni grm s bijelim cvatovima. Kora glatka. Listovi jednostavni, lancetasti do usko lancetasti; svijetlo zeleni, meke teksture; rub često nazubljen; vrh zašiljen; peteljka duga do 20 mm. Plod je smeđa, izduženo-jajasta čahura s dvije komorice. Sjemenke krilate.

## Sinonimi
- Freyliniopsis Engl.; Bot. Jahrb. Syst. 57: 609 (1922)
- Freyliniopsis trothae Engl.; Bot. Jahrb. Syst. 57: 609 (1922)

## Stanište
Savane.